# Astroscopus sexspinosus
Astroscopus sexspinosus är en fiskart som först beskrevs av Steindachner, 1876.  Astroscopus sexspinosus ingår i släktet Astroscopus och familjen Uranoscopidae. Inga underarter finns listade.